# Langeais
Langeais es una comuna nueva francesa situada en el departamento de Indre y Loira, de la región de Centro-Valle de Loira.

## Historia
Fue creada el 1 de enero de 2017, en aplicación de una resolución del prefecto de Indre y Loira de 30 de septiembre de 2016 con la unión de las comunas de Langeais y Les Essards, pasando a estar el ayuntamiento en la antigua comuna de Langeais.

## Demografía
| Gráfica de evolución demográfica de Langeais entre 1800 y 2014 |
|                                                                |

Los datos entre 1800 y 2014 son el resultado de sumar los parciales de las dos comunas que forman la nueva comuna de Langeais, cuyos datos se han cogido de 1800 a 1999, para las comunas de Langeais y Les Essards de la página francesa EHESS/Cassini. Los demás datos se han cogido de la página del INSEE.

## Composición
| Comuna      | Código INSEE | Población (2013) | Superficie (km²) | Densidad (hab./km²) |
| ----------- | ------------ | ---------------- | ---------------- | ------------------- |
| Langeais    | 37123        | 4248             | 60.38            | 70                  |
| Les Essards | 37102        | 152              | 4.17             | 36                  |